# Breg pri Polzeli
Breg pri Polzeli je naselje v Občini Polzela. Nahaja se med potokom Struga in reko Savinjio. Nastala je pred prribljižno 25 leti. Poleg nje je Ločica ob Savinji. Tu je v drugi polovici 2. stol.n.š. zraslo veliko rimsko vojaško taborišče. Na bregu pri Polzeli je tovarna nogavic, kjer je zaposlenih preko 300 delavcev.